# Richard Asher

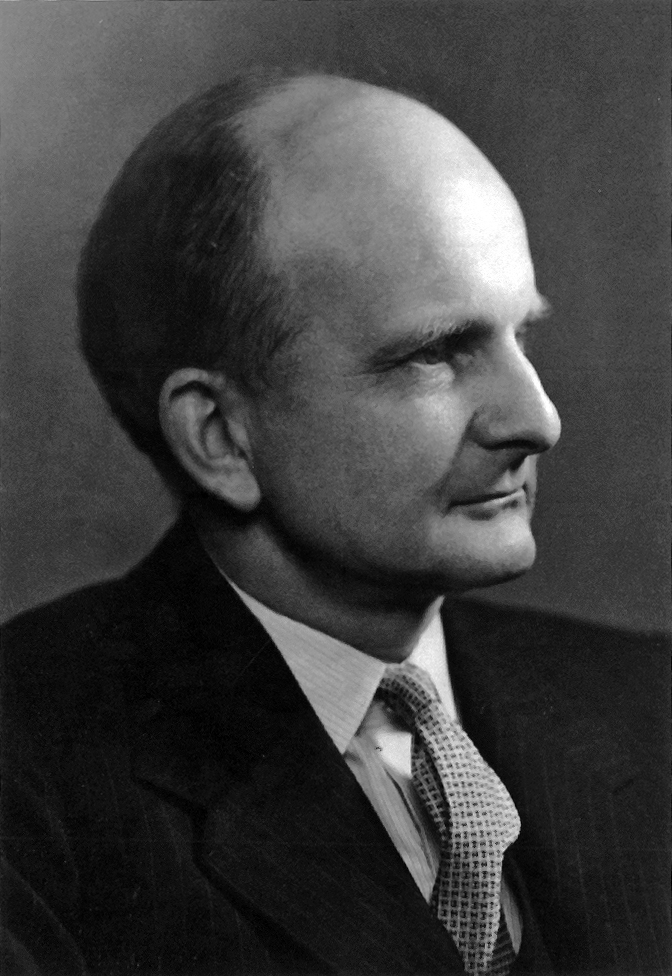

Richard Alan John Asher MD, FRCP (Brighton, 3 april 1912 – Marylebone, 25 april 1969) was een Engelse internist en schrijver.
Hij bedacht de naam Münchhausensyndroom in een artikel The Lancet in 1951.

## Levensloop
Hij was de zoon van een dominee, Felix Asher, en Louise Stern. Hij trouwde Margaret Augusta Eliot, een professioneel musicus die les gaf aan de Guildhall School of Drama and Music, op 27 juli 1943, en ze kregen drie kinderen:
1. Peter Asher (1944) - De helft van het duo Peter & Gordon, later platenproducer
2. Jane Asher (1946) - de Engelse actrice
3. Clare Asher (1948)

Hij is vooral bekend geworden door de stukjes die hij in een aantal medische tijdschriften, vooral The Lancet, schreef, en die in verschillende deeltjes gebundeld zijn. Deze essays worden nog steeds vooral door artsen veel gelezen. Ze hebben een zeer leesbare, glasheldere stijl en bevatten veel behartigenswaardig commentaar op de medische wetenschap.
Hoewel Asher eigenlijk internist was, had hij een speciale interesse voor psychiatrie en zag en behandelde hij veel mensen die wegens ernstige psychiatrische problemen waren opgenomen. Het viel hem o.a. op dat hypothyreoïdie soms gepaard ging met psychosen en paranoia. (Myxedematous Madness, opgenomen in Talking Sense). Toen dit op een gegeven moment niet meer mocht door de voortschrijdende afbakening van de deelterreinen van de medische specialismen ervoer hij dit als een ernstige krenking die wellicht heeft bijgedragen aan zijn latere depressies.
Richard Asher maakte in 1969 zelf een einde aan zijn leven na een lange periode van depressies.

## Trivia
- Paul McCartney, die verloofd is geweest met zijn dochter Jane, beschrijft hem als 'heel intelligent en heel excentriek, [...] maar een geweldige vent en heel fijn om te kennen'
- Er is een literaire prijs naar hem genoemd, de 'Richard Asher prize' die wordt toegekend aan het beste nieuwe medische leerboek. Het prijzengeld (1200 pond) is afkomstig van een anonieme donor.